# Most Brookliński (serial telewizyjny)
Most Brookliński (ang. Brooklyn Bridge) – amerykański serial obyczajowy, realizowany w latach 1991-1993, przez stację CBS. W Polsce, pokazywany w TVP1, we wtorkowe poranki (około godziny 10:00), w połowie lat 90.

## Fabuła
Akcja serialu rozgrywa się w połowie lat 50. XX wieku, w Nowym Jorku. Bohaterami jest trzypokoleniowa rodzina amerykańskich Żydów, polskiego pochodzenia, mieszkająca na nowojorskim Brooklynie. Serial opowiada o ich życiu codziennym, perypetiach szkolnych, zawodowych itp.

## Obsada
- Marion Ross jako Sophie Berger
- Louis Zorich jako Jules Berger
- Amy Aquino jako Phyllis Berger Silver
- Peter Friedman jako George Silver
- Danny Gerard jako Alan Silver
- Matthew Louis Siegel jako Nathaniel Silver
- Adam LaVorgna jako Nicholas Scamperelli

i inni

## Nagrody
Serial był wielokrotnie nagradzany i nominowany do prestiżowych nagród. Zdobył m.in. Złotego Globa dla najlepszego serialu komediowego lub musicalu.